# Orobanche cernua
Orobanche cernua ist eine Pflanzenart aus der Gattung der Sommerwurzen (Orobanche) in der Familie der Sommerwurzgewächse (Orobanchaceae).

## Beschreibung
Orobanche cernua ist eine parasitisch lebende Pflanze, deren Stängel bis zu 40 cm hoch werden. An der Basis sind sie nur leicht angeschwollen und sind mehr oder weniger drüsig behaart und gelb gefärbt. Die Laubblätter sind 5 bis 10 mm lang und eiförmig-lanzettlich.
Die Blütenstände sind braun gefärbt und unterschiedlich blau überhaucht, bis zu 25 cm hoch und 2,5 bis 4 cm breit, meist dicht gebaut und drüsenhaarig besetzt. Die Tragblätter sind 7 bis 12 mm lang und eiförmig bis lanzettlich. Der Kelch ist 7 bis 12 mm lang, die Kelchblätter stehen frei und sind mehr oder weniger zweigezahnt. Die Krone ist 12 bis 20 mm lang, spärlich drüsenhaarig besetzt, nahezu aufrecht und an der Basis auffällig aufgeblasen und weißlich-schuppig. In der Mitte ist sie eingeschnürt, der äußere Teil ist abstehend oder etwas zurückgebogen. Die Färbung der Krone ist violett-blau. Die Lappen der Unterlippe sind nahezu gleich und nicht bewimpert. Die Staubfäden sind unbehaart oder nahezu unbehaart und setzen etwa 4 bis 6 mm über der Kronbasis an. Die Staubbeutel sind unbehaart. Die Narbe ist weißlich.
Die Frucht ist eine Kapsel mit einer Länge von 8 bis 10 mm.
Die Chromosomenzahl beträgt 2n = 38.

## Vorkommen und Standorte
Die Art ist in Südeuropa verbreitet, reicht im Norden bis in den Süden der ehemaligen Tschechoslowakei und bis zu einem Breitengrad von 54° N im Osten Russlands. Ihr gesamtes Verbreitungsgebiet umfasst aber die Kanaren, das tropische Ost- und Nordostafrika, Nordafrika, Südeuropa, Großbritannien, Ungarn, die Ukraine, West- und Zentralasien, die Arabische Halbinsel, Armenien, Indien, Nepal, Pakistan, China und Australien.
Sie parasitiert auf Arten der Gattung Artemisia und auf Sonnenblumen (Helianthus annuus), selten auch auf anderen krautigen Pflanzen.

## Systematik
Es können mehrere Varietäten unterschieden werden:
- Orobanche cernua Loefl. var. cernua: Sie kommt in Europa, in Ägypten, Pakistan, Westasien und Armenien vor.[2]
- Orobanche cernua var. nepalensis Reut.: Sie kommt in Ägypten, Äthiopien, Somalia, Tansania, Jemen, Pakistan, Indien und Nepal vor.[2]
- Orobanche cernua var. cumana (Wallr.) Beck (Syn.: Orobanche cumana Wallr.): Sie kommt in Ost- und Südosteuropa, in West- und Zentralasien, im Kaukasusraum, Nepal, Sibirien, China und in der Mongolei vor.[2]
- Orobanche cernua var. hansii (A. Kern.) Beck: Sie kommt in Zentralasien, im Iran, Pakistan, Afghanistan und in China vor.[2]